# How I Could Just Kill a Man
How Could I Just Kill a Man is de eerste single van de Amerikaanse hiphopgroep Cypress Hill uit 1991. Het nummer is afkomstig van Cypress Hill, het debuutalbum van de groep. In 1999 werd het nummer opnieuw uitgebracht met Spaanse tekst en een nieuwe videoclip.
In 2001 bracht de Amerikaanse band Rage Against the Machine het nummer uit als de tweede en laatste single van het album Renegades uit 2000. Het is tevens de laatste uitgebrachte nummer van Rage Against the Machine ooit, vlak voor de opsplitsing van de band.
In sommige live-versies van het nummer verandert zanger Zack de la Rocha de tekst With my magnum taking out some putos naar With my magnum taking out some negroes. De term puto is Spaans voor de mannelijke vorm van een prostituee (de vrouwelijke vorm is puta).
Op de Europese en Australische versie van Renegades staan 2 bonustracks, waaronder een live-versie van How Could I Just Kill a Man. Cypress Hill-rapper B-Real is daar samen met Zack de la Rocha op te horen.